# Krummesse
Krummesse er en kommune i det nordlige Tyskland, beliggende i Amt Berkenthin i den nordlige del af Kreis Herzogtum Lauenburg. Kreis Herzogtum Lauenburg ligger i delstaten Slesvig-Holsten.

## Geografi
Dele af Krummesse med omkring 1000 indbyggere hører til bydelen St. Jürgen i Hansestadt Lübeck. Kommunen grænser mod vest til Elbe-Lübeck-Kanal, og ligger omkring 8 km syd for Lübeck.